# Steinbach (Seemenbach, Kefenrod)
Der Steinbach ist ein gut drei Kilometer langer, orografisch linker Nebenfluss des Seemenbachs.

## Geographie

### Verlauf
Der Steinbach entspringt auf einer Höhe von etwa 352 m ü. NN in einer Wiese etwa 3 km nordöstlich von Kefenrod. Der Bach fließt zunächst in südlicher Richtung durch Felder und Wiesen. Kurz nach seiner Unterquerung der K 211 biegt er in Richtung Westen ab. Sein Lauf führt nun durch eine Grünzone  und er mündet schließlich am Nordostrand von Kefenrod auf 256 m ü. NN linksseitig in den Seemenbach.

### Flusssystem Nidder
- Fließgewässer im Flusssystem Nidder